# Eleccions generals espanyoles de 1891

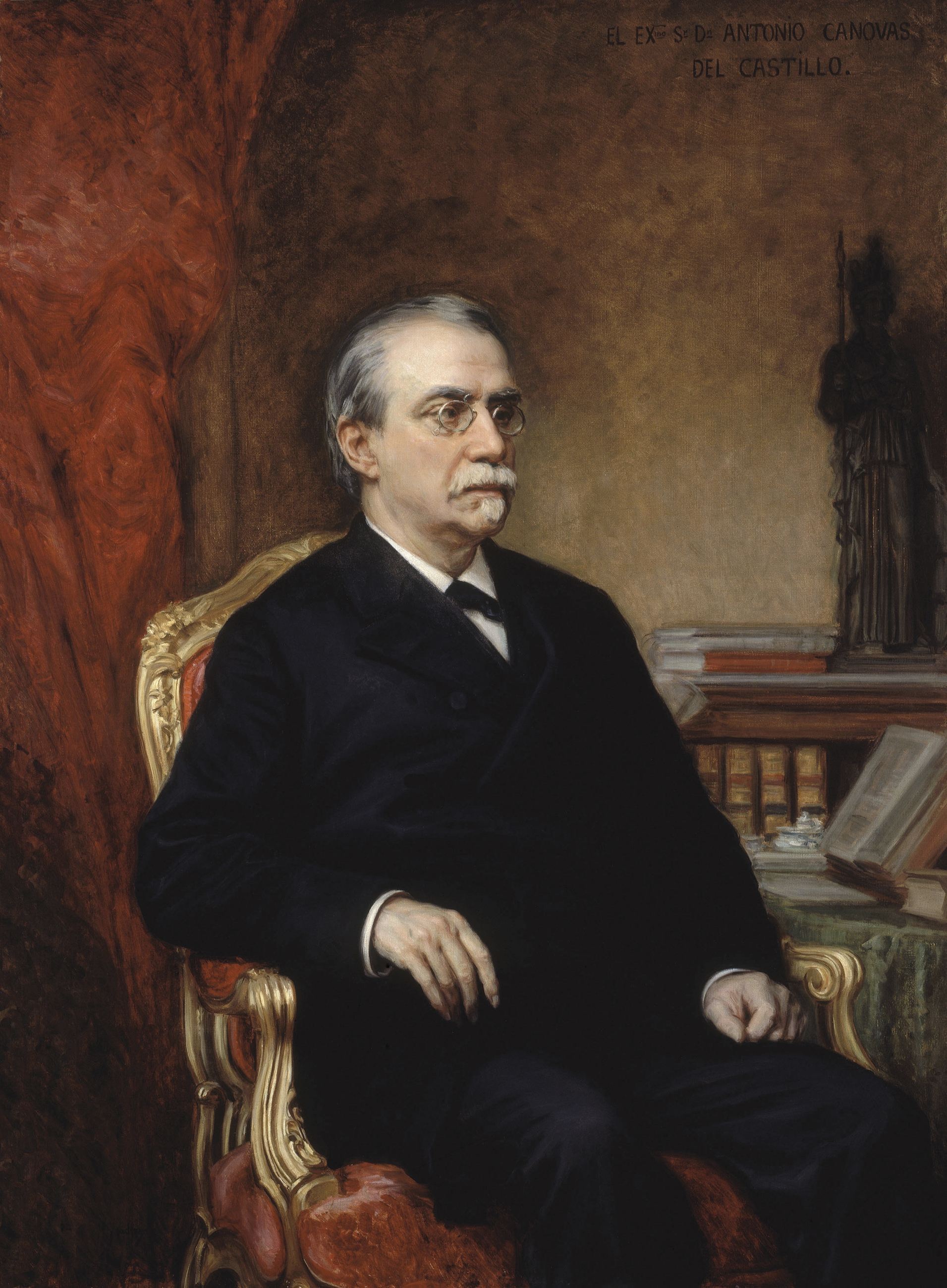
El conservador Cánovas del Castillo, cap de govern després de les eleccions de 1891

Les eleccions generals espanyoles de 1891 foren convocades l'1 de febrer de 1891, les primeres sota sufragi universal masculí, sent regent Maria Cristina d'Habsburg-Lorena. La seva base legal va ser la Constitució espanyola de 1876, vigent fins a 1923 en el règim conegut com a Restauració borbònica a Espanya.
En total foren escollits 401 diputats, endemés dels 16 de Puerto Rico i 30 de Cuba.
Vencé per majoria el Partit Conservador, dirigit per Antonio Cánovas del Castillo. Quan als republicans, es presentaren tots els partits per separat i no van assolir resultats destacables, sense passar dels 20 escons.
Fou elegit president del Congrés el conservador Alejandro Pidal y Mon, i com a president del Senat Arsenio Martínez-Campos Antón. El cap de govern fou Antonio Cánovas del Castillo, qui des de finals d'any inclou els reformistes en el govern, raó per la qual es produí l'escissió de Francisco Silvela.
Durant el seu mandat es produïren nous atemtpats anarquistes i un nou estat de guerra a les Filipines que va obligar a enviar al general Valerià Weyler i Nicolau.
Com va passar a totes les eleccions durant la restauració borbònica a Espanya, el resultat va estar determinat per endavant («encasellat») gràcies al frau electoral sistemàtic portat a terme per la xarxa caciquil estesa per tot el territori. En aquestes eleccions, com a la resta, el govern que les convocava les guanyava, ja que en el règim polític de la Restauració els governs canviaven abans de les eleccions i no després com passava en els règims parlamentaris no fraudulents.

## Composició de la Cambra
| ← Eleccions generals espanyoles, 1 de febrer de 1891 → |        |                              |
| Partit                                                 | Escons | Líder                        |
| Partit Liberal Conservador                             | 251    | Antonio Cánovas del Castillo |
| Partit Liberal                                         | 96     | Práxedes Mateo Sagasta       |
| Partit Republicà Progressista                          | 11     | Manuel Ruiz Zorrilla         |
| Partit Liberal Reformista                              | 11     | Francisco Romero Robledo     |
| Progressistes democràtics                              | 7      | Cristino Martos Balbi        |
| Partit Demòcrata Possibilista                          | 7      | Emilio Castelar              |
| Comunió Tradicionalista                                | 5      | Marquès de Cerralbo          |
| Partit Republicà Democràtic Federal                    | 4      | Francesc Pi i Margall        |
| Partit Republicà Centralista                           | 3      | Nicolás Salmerón             |
| Partit Integrista                                      | 2      | Ramón Nocedal y Romea        |
| Republicà independent                                  | 1      |                              |
| Tradicionalista independent                            | 1      | Joan Dessy i Pons            |

## Resultats per circumscripcions

### Catalunya
- Barcelona
  - Pere Bosch i Labrús (Conservador)
  - Delmir de Caralt i Matheu (Conservador)
  - Josep Comas i Masferrer (liberal)
  - Josep Maria Cornet i Mas (Conservador)
  - Ignasi Maria Despujol i Chaves, marquès de la Palmerola (Conservador)
  - Josep Elias i de Molins (Conservador)
  - Antoni Ferratges de Mesa i Ballester (liberal)
  - Josep Antoni Ferrer i Soler (Conservador)
  - Manuel María Llanza y Pignatelli, duc de Solferino
  - Lluís Maria de Llauder i Dalmases (Comunió Tradicionalista)
  - Enrique de Orozco y de la Puente (liberal)
  - Francesc Pi i Margall (Partit Republicà Democràtic Federal)
  - Josep Maria Planas i Casals (Conservador)
  - Marià Puig i Valls (Conservador)
  - Josep Maria Rius i Badia (Conservador)
  - Ramon de Rocafort i Casamitjana (Conservador)
  - Manuel Ruiz Zorrilla (Partit Republicà Progressista)
  - Nicolás Salmerón (Partit Republicà Centralista)
  - Andreu de Sard i de Rosselló (Conservador)
  - Antoni Sedó Pàmies (Conservador)
  - Pau Turull i Comadran (Conservador)
  - Josep Vilaseca i Mogas (Conservador)
- Girona
  - José Álvarez Mariño (Partit Liberal Reformista)
  - Antonio Comyn Crooke (Conservador)
  - Joaquim Escrivà de Romaní i Fernández de Córdoba, marquès de Monistrol (Conservador)
  - Josep d'Oriola i Cortada (Conservador)
  - Pere Puig i Calzada (Conservador)
  - Robert Robert i Surís (Conservador)
  - Gustavo Ruiz de Grijalba y López Falcón (Conservador)
- Lleida
  - Miquel Agelet i Besa (Liberal)
  - Vicente Alonso-Martínez y Martín (Liberal)
  - Rafael Cabezas Montemayor (Conservador)
  - Luis de León y Cataumber, duc de Dénia (Liberal)
  - Ramón Martínez Campos y Rivera (Liberal)
  - Ricardo Martorell y Fivaller, marquès de Paredes (Conservador)
  - Jaume Nuet i Minguell (Liberal)
  - Jenaro Vivanco Menchaca (Conservador)
- Tarragona
  - Gabriel Ballester i Boada (Liberal)
  - Albert Bosch i Fustegueras (Conservador)
  - Francisco Javier Bores y Romero (Conservador)
  - Joan Dessy i Martos
  - Teodor Gonzàlez i Cabanne (Conservador)
  - Jerónimo Marín Luis (Conservador)
  - Salvador de Samà i Torrents (Liberal)
  - Salvador Viada Vilaseca (Conservador)
  - Joan Vilella Llauradó (Partit Demòcrata Possibilista)

### Illes Balears
- Josep Cotoner Allendesalazar, comte de Sallent (Conservador)
- Cipriano Garijo y Aljama (Liberal)
- Gabino Martorell i Fivaller, duc de l'Almenara Alta
- Antoni Maura i Montaner, comte de Sallent (Conservador)
- Pasqual Ribot Pellicer (Liberal)
- Joaquín Rovira i Rovira
- Luis de San Simón y Ortega (Conservador)

### País Valencià
- Alacant
  - Manuel Antón Ferrandiz (Conservador)
  - Enrique Arroyo y Rodríguez (Liberal)
  - Enrique Bushell y Laussat (Conservador)
  - José Canalejas i Méndez (Liberal)
  - José Cánovas y Vallejo (Conservador)
  - Arturo de Pardo Inchausti (Conservador)
  - José de Rojas Galiano (Conservador)
  - Trinitario Ruiz Capdepón (Liberal)
  - José Soler y Aracil, baró d'Ariza (Conservador)
  - Antonio Torres Orduña (Conservador)
- Castelló
  - Vicente Creixach Sales (Conservador)
  - Bernardo de Frau y Mesa (Conservador)
  - Francisco González Chermá (Partit Republicà Progressista)
  - Pedro de Govantes y Azcárraga (Conservador)
  - Eduardo de la Guardia Durante, marquès d'Aguiar (Conservador)
  - Juan Muñoz Vargas (Liberal)
  - Juan Navarro Reverter (Conservador)
- València
  - Constancio Amat y Vera (Liberal)
  - Eduardo Amorós Pastor (Conservador)
  - Eduardo Atard Llobell (Conservador)
  - Facundo Burriel Guillén (Conservador)
  - Vicente Calabuig Carrá (Conservador)
  - Rafael Cervera Royo (Partit Republicà Progressista)
  - Máximo Chulvi Ruiz y Belvis (Conservador)
  - Manuel Danvila y Collado (Conservador)
  - Enrique Dupuy de Lome y Paulín (Conservador)
  - Estanislao García Monfort (Liberal)
  - Marcial González de la Fuente (Liberal)
  - Francisco de Laiglesia y Auset (Conservador)
  - Teodor Llorente Olivares (Conservador)
  - Vicente Noguera y Aquavera (Conservador)
  - Manuel Reig Fourquet (Conservador)
  - Josep Maria Ruiz de Lihory i Pardines (Conservador)